# Can Balcells (Alella)
Can Balcells és un edifici d'Alella (Maresme) protegit com a Bé Cultural d'Interès Local.

## Descripció
Es tracta d'una edificació d'estil neoclàssic situada en plena urbanització de la Creu de Pedra. L'edifici consta de planta gairebé quadrada, si bé s'allarga cap a llevant amb el porxo amb terrassa adossat en aquest costat. Té una alçada de planta baixa, pis i golfes, amb la crugia central més elevada amb coberta a quatre aigües -les crugies laterals tenen coberta a tres vessants-. La façana principal, orientada a migdia, està estructurada verticalment en eixos de composició on s'agrupen les obertures, i horitzontalment en cornises que separen les diferents plantes. Cal destacar les balconeres de la planta pis, amb un balcó en posició central amb una barana de ferro i dos parells de mènsules de pedra a la part inferior. La façana lateral de llevant és similar a la principal, amb tres eixos verticals amb les corresponents balconeres que surten al porxo i a la terrassa superior respectivament. La façana nord és més pobre i la de ponent és gairebé opaca. La part més representativa del conjunt és la zona de les golfes. Els cossos laterals tenen unes petites obertures geminades, centrades als corresponents eixos de composició, que queden amagades per ràfec caracteritzat per la successió de tirants de puntals de fusta que sostenen el vol de la coberta. Aquesta mena de barbacana crea una zona d'ombra que recorre les façanes donant una imatge d'unitat trencada pel cos central que en sobresurt. Hi trobem tres finestres agrupades de proporcions verticals a la zona de les golfes de la façana principal que es reprodueix a la façana posterior, i està rematat per una cornisa emmotllurada amb elements decoratius vegetals. Cal destacar el jardí que envolta la façana.